# Lennox Island Indijanci
Lennox Island  (Lennox Island First Nation, L'nui Mnikuk), jedna od dviju suvremenih bandi ili 'prvih nacija' Micmac Indijanaca sa sjeverne obale otoka Prince Edward Island u Kanadi, točnije uz zaljev Malpeque Bay, distrikt Epekwitk Aqq Piktuk. 
Prisutnost Micmaca na Malpeque Bayu je nekih 10.000 godina. Suvremena populacija iznosi 695 (1999.) od čega 333 na rezervatu.